# 속죄제
속죄제는 레위기에는 다섯 가지 제사의 규례에 대해 나온다. 번제, 소제, 속죄제, 화목제, 속건제이다(레 1:1~6:7). 그 중 속죄제의 원어는 히브리어로 ‘하타트’이다. 학자들에 따라서는 속죄제가 부정하게 된 성소를 정결하게 하는 기능을 중요하게 여겨 “속죄제(Sin Offering)” 보다는 “정결제(Purification Offering)”라고 번역하는 것이 낫다고 주장하기도 한다. 
속죄제는 하나님의 백성인 이스라엘이 하나님의 뜻을 어기고 하나님의 백성답게 살지 못했을 때 하나님과의 관계를 회복하기 위하여 드리는 제사이다. 속죄제를 드림으로 하나님께 죄를 용서받고 하나님과의 관계가 회복되는 것이다. 이러한 속죄제는 동물의 피를 성소 휘장 앞에 뿌림으로 속죄제를 드리는 사람의 죄가 사하여진다는 상징을 나타낸다.

속죄제를 드리는 경우는 두 가지이다. 
1) 부지 중에 하나님이 금하는 것을 어긴 것을 깨달았을 때이다. 특히 레위기 4:2(우리말성경)에 ‘누구든지 여호와께서 하지 말라고 명하신 것을 하나라도 우발적으로 범해 잘못을 저질렀을 때는 이렇게 해야 한다.’라고 말한다. 
2) 고의성이 없거나 부주의 했거나, 무심코, 태만하여 저지르는 (율법과 하나님 말씀에 대해)불법적 행위들에 대해 드리는 경우이다.

## 제사를 드리는 방법

### 제사장이 드리는 속죄제
기름 부음 받은 제사장이라는 표현은 레위기 4장과 6장에만 나타난다(4:3,5,16; 6:22).
3절의 “백성의 허물이 되었으면”이라는 표현은 대제사장의 죄는 자신뿐만 아니라 백성 전체에 영향을 미친다는 것을 보여준다. 구약의 제사장은 백성에게 주의 법도와 규례를 가르치는 교사의 역할을 했다. 따라서 이들은 자신의 공적인 삶에서는 물론 사적인 삶에서도 모범을 보여야 했다. 대제사장은 이스라엘을 대표하는 이상적인 사람이었다. 특히 대제사장은 제사장들의 우두머리로서 그의 삶은 모든 사람이 지향해야 할 거룩한 삶의 전형적인 모범이 되어야 했다.

대제사장이 지은 죄가 일반 백성이 지은 죄보다 심각했다는 것은 대제사장이 가장 값비싼 수송아지로 제사를 드렸다는 사실과 제물의 피를 가지고 성소까지 들어가서 피 뿌리는 의식을 행했다는 것에서 잘 나타난다. 수송아지는 대제사장과 온 회중이 죄를 지었을 때만 제물로 드렸다(4:4,14).

#### 속죄의 방법
흠이 없는 수송아지를 잡아 회막 문 앞으로 끌어다 머리에 안수하고 하나님 앞에서 잡는다. 수송아지의 피를 가지고 회막에 들어가 성소의 휘장 보관됨 2016-06-20 - 웨이백 머신 앞에 일곱 번 뿌리고 또 그 피를 회막 안 향단 뿔들에 바른 후 송아지의 피 전부를 회막 문 앞 번제단 밑에 쏟는다. 그리고 그 속죄 제물이 된 수송아지의 모든 기름을 떼어내고 더불어 다른 내장도 떼어낸다. 내장에 덮인 기름, 내장에 붙은 모든 기름, 두 콩팥과 그 위의 기름, 허리 쪽에 있는 것과 간에 덮힌 꺼풀 등. 이것들을 모두 번제단 위에 불사른다.
그러나 나머지 수송아지의 가죽과 모든 고기, 머리와 정강이와 내장, 똥 등은 진영 바깥 재 버리는 곳에서 불로 사른다.

### 평민이 드리는 속죄제
속죄제의 제물은 소, 양, 염소, 비둘기 모두 가능한데 소는 수컷만, 양은 암컷만, 염소는 암수 모두 가능하다. 평민은 암염소 혹은 어린 암양을 드렸다. 제물을 드릴 수 없는 가난한 사람의 경우 산비둘기 2마리 혹은 집비둘기 새끼 2마리로 속죄제를 드릴 수 있고, 비둘기조차 드릴 수 없을 정도로 가난하거나 비둘기를 잡을 수 없는 사람들(노인, 장애인, 병을 앓고 있는 사람)의 경우에는 곡식으로도 속죄제를 드릴 수 있다. (고운 가루 십 분의 일 에바) 하루 정도 금식을 하면 제사에 필요한 양을 확보할 수 있었다. 여기서 주목해야 할 점은, 속죄제의 의미가 ‘피 흘림을 통한 죄 사함’이지만 곡식으로 드리는 제사는 피 흘림이 없는 제사라는 것이다. 하나님께서는 스스로 세우신 규칙을 뛰어넘으시면서까지 모두를 용서하고 싶은 것이라 할 수 있다. 

#### 이스라엘온 회중이 범죄하였을 경우
수송아지를 속죄 예물로 드리고 그것을 회막 앞으로 끌어다가 장로들이 여호와 앞에서 수송아지 머리에 안수하고 여호와 앞에서 잡는다. 기름 부음 받은 제사장은 수송아지의 피를 가지고 회막에 들어가서 손가락으로 피를 찍어 여호와 앞-휘장 보관됨 2016-06-20 - 웨이백 머신 앞에 일곱 번 뿌리며 그 피로 회막 안 여호와 앞에 있는 제단 뿔들에 바르고 그 피 전부는 회막 문 앞 번제단 밑에 쏟고, 기름은 다 떼어 제단 위에서 불사른다.

#### 족장이 범죄하였을 경우
흠없는 숫염소를 예물로 가져다가 머리에 안수하고 여호와 앞 번제물을 잡는 곳에서 잡는다. 그럼 제사장은 그 속죄 제물의 피를 손가락에 찍어 번제단 뿔들에 바르고 피는 전부 번제단 밑에 쏟고, 모든 기름은 화목제 제물의 기름 같이 제단 위에서 불사른다.
만약, 어린 양을 속죄제물로 가져오는 경우 흠 없는 암컷을 끌어다가 제물의 머리에 안수하고 번제물을 잡는 곳에서 잡으며, 속죄제물의 피를 손가락으로 찍어 번제단 뿔들에 바르고 그 피는 전부 제단 밑에 쏟고, 모든 기름을 떼어내어 여호와의 화제물 위에서 불사른다.

#### 평민이 범죄하였을 경우(가난한 자 포함)
양 떼의 암컷 어린 양이나 염소를 끌어다가 속죄제를 드린다. 형편이 어려운 사람의 경우 산비둘기 2마리 혹은 집비둘기 새끼 2마리를 여호와께 가져가 하나는 속죄제물로 드리고 하나는 번제물로 드린다. 제사장은 속죄제물을 먼저 드리되 제물의 머리를 목에서 비틀되 끊지 않는다(번제는 끊는다) 몸은 아주 쪼개지 않으며 속죄제물의 피를 제단 곁에 뿌리고, 남은 피는 제단 밑에 흘리고 그 후에 번제를 드린다. 
만일, 산비둘기 2마리나, 집비둘기 새끼 2마리 조차 드릴 형편이 안 되면, 고운 가루 십분의 일 에바를 예물로 가져다가 속죄제물을 드린다. 기름을 붓지 않고 유향을 놓지 않은 상태로 제사장에게 가져가서 제사장은 한 움큼 가져다가 여호와의 화제물 위에서 불사른다.

## 속죄제의 목적
동물로 드리는 모든 제사(번제, 화목제, 속죄제, 속건제)는 제물의 머리에 안수한 다음 동물을 죽이며, 그 피를 제단에 뿌린 다음 그 고기 전체, 또는 콩팥과 기름을 단에서 태운다. 따라서 동물로 드리는 모든 제사가 하나님의 진노를 가라앉히는 속죄의 기능이 있음은 자명하다. 하지만 각 제사의식의 독특한 점들은 각 제사의 강조점과 목적이 무엇인지를 잘 보여준다.
번제는 죄의 사악함과 그 영향의 심각성을 보여주며, 제물 전체를 불사름으로서 하나님과의 관계가 다시 회복되었음을 보여준다. 화목제는 번제를 드린 다음에 드리는 제사로 하나님과의 관계 회복의 결과로 주어지는 평화와 구원을 감사하며 즐기는 제사이다.
속죄제의 독특한 점은 피 뿌리는 의식에서 발견된다. 구약에서 속죄제는 정결 또는 정화와 깊은 관련이 있다. 속죄제는 특히 출산한 여인(레12:6), 악질 전염성 피부병(14:19), 또는 유출병(15:15, 30)의 경우에서 보듯이 몸의 정결과 관련하여 드렸다. 속죄제의 피 뿌리는 의식은 이스라엘의 부정을 깨끗이 씻어내는 효력이 있는 것으로 묘사된다. “너희는 이와 같이 이스라엘 자손으로 그 부정에서 떠나게 하여 그들로 그 가운데 있는 재 장막을 더럽히고 그 부정한 중에서 죽음을 면케할 지니라”(레15:31). 속죄일에는 대제사장이 피를 번제 단에 뿌렸는데, 이것은 이스라엘 자손의 부정에서 단을 성결케하기 위함이었다(16:19).
여기서 알 수 있는 것은 죄가 사람을 더럽힐 뿐 아니라 하나님의 성소까지 오염시키며, 이 오염된 것을 정결케 하는 합당한 수단이 바로 동물의 피라는 것을 보여준다.
번제가 죄인과 하나님 사이의 화해를 가져다주는 반면, 속죄제는 죄로 생긴 오염과 더럽힘을 처리하는 제사라는 것입니다. 속죄제는 성소 또는 성전을 정결케 함으로 하나님이 이스라엘 가운데 지속적으로 거하실수 있게 한다.

속죄제의 가장 중요한 목적은 그의 백성 가운데 하나님이 계속 머무르게 하기 위함이었다. 하나님을 섬기기에 적합하도록 예배에 사용되는 여러 도구들에 피가 칠해졌다. 향단과 번제단, 그리고 휘장 보관됨 2016-06-20 - 웨이백 머신 뿐 아니라 속죄소에까지 피가 뿌려졌으며(레16), 더 나아가서는 제사장들의 귀와 손가락과 발가락 그리고 그들의 옷에도 피가 뿌려졌다(출29:19-21; 레8:22-24, 30). 히브리서 9:22절은 이것을 “율법을 좇아 거의 모든 물건이 피로써 정결케 되나니 피 흘림이 없은즉 사함이 없느니라”고 설명한다. 히브리서 9-10장은 이런 속죄제사와 그리스도의 피가 어떤 상관관계가 있는지를 자세하게 다루고 있다. 신약성경의 저자들은 속죄제의 피를 예수 그리스도의 피로 보고 있다. 죄로 인한 부정과 타락에서 하나님의 사람을 정결하게 할 수 있는 것은 오로지 예수의 피라는 것이다(벧전1:2; 요일1:7). 이런 사상을 가장 적극적으로 표현하고 있는 신약의 말씀은 히브리서이다(히9:12-14). 예수 그리스도는 “오직 자기 피로 영원한 속죄를 이루셨기” 때문에 우리들의 양심을 깨끗케 하고 죽을 행실을 떠나 살아계신 하나님을 섬기게 하는 것이다.

"이는 죄를 위한 짐승의 피는 대제사장이 가지고 성소에 들어가고 그 육체는 영문 밖에서 불사름이라."(히13:11)
히브리서 13장 11절은 속죄제의 희생 제물을 진 바깥에서 불사르는 목적을 밝히는 구절이다. 히브리서의 기자가 구속사의 관점에서 설명한 구절이다. 속죄제의 신령한 의미는 예수님께서 십자가에 못 박히심으로 인해 세상 죄를 대속하신 그리스도의 대속 사역을 상징한다. 속죄제에 들어있는 가장 큰 의미는 예수님이 속죄의 어린 양으로 오셨음을 나타내는 데 있다. 이 사실을 세례 요한이 보라 세상 죄를 지고 가는 하나님의 어린 양이라 하였으며(요 01:29), 요한계시록에도 예수님에 대하여 30여 회나 어린양이라고 하였다. 사도 베드로 역시 자신이 기록한 성경에서 예수님을 속죄의 어린 양으로 밝힌다.
"너희가 알거니와 너희 조상이 물려 준 헛된 행실에서 대속함을 받은 것은 은이나, 금같이 없어질 것으로 된 것이 아니요 오직 흠 없고, 점 없는 어린 양 같은 그리스도의 보배로운 피로 된 것이니라."(벧전1:18)

## 예수 그리스도와의 연결성

### 제물의 피
구약시대의 속죄제는 동물의 피를 성소에 뿌린 반면, 신약에 넘어와서는 예수 그리스도의 피가 우리(하나님의 자녀들)에게 뿌려진다고 말한다. 이는 구약에서의 제물의 피는 예수 그리스도의 피, 성소는 우리(하나님의 백성)을 예표하는 것이다. (관련 구절 벧전 1:2,계7:14)
구약의 속죄제에 동물의 피가 성소에 뿌려진 것처럼 신약에서는 우리가 곧 성소가 되어 예수 그리스도의 피가 우리에게 뿌려진 것이다.

### 예수 그리스도의 속죄 사역
속죄제는 예수 그리스도의 속죄 사역을 상징하기도 한다. 제물의 나머지 부분을 모두 진 밖에서 불살랐던 사실은 예수님이 죄를 지은 인간을 대신하여 저주받은 희생 동물처럼 성문 밖 갈보리에서 죽으심으로 인류의 저주를 대신 받으셨음을 나타낸다. (히13:11-12) 
제사장이 제물의 피를 손가락에 찍어 향단의 뿔에 바르거나 제단 아래에 쏟았던 것은 예수 그리스도의 보혈을 통해 인간이 죄 사함을 받고 하나님께 나아가는 것을 예표 보관됨 2020-12-04 - 웨이백 머신하는 것이라고볼 수 있다. 

### 단번에 드린 희생 제물
예수님께서 십자가에 못 박하시기 전 마지막 만찬에서 제자들에게 자신의 살과 피를 먹고 마시라고 말씀하셨다. 여기서 그리스도의 피를 마시라는 말씀은 예수 그리스도의 피가 우리의 모든 죄를 씻기는 속죄 제물의 피라는 것을 의미하는 것이다.  이를 통해 예수님께서 율법의 모든 제사를 ‘단번에’ 드리셨으니 우리는 더 이상 율법에 얽매이지 않게 되는 것이다. 예수 그리스도께서 세상 모든 영혼의 구원을 위하여 당신을 속죄 제물로 삼아 단번에 온전한 제사를 이루셨다. 예수 그리스도의 십자가의 희생은 속죄제를 포함한 구약 율법 제사의 완성을 의미하는 것이다.

## 같이 보기
- 속죄